# Serviço de Parques e Vida Selvagem da Tasmânia
O Serviço de Parques e Vida Selvagem da Tasmânia é o corpo do Governo da Tasmânia responsável pelo cuidado e administração dos parques nacionais e vida selvagem tasmanianos. Foi formado em 1 de novembro de 1971 após controvérsia quanto a cheia do Lake Pedder e as tentativas mal-sucedidas de evitar que o projeto seguisse em frente.